# العلاقات الباهاماسية البولندية
العلاقات الباهاماسية البولندية هي العلاقات الثنائية التي تجمع بين باهاماس وبولندا.

## مقارنة بين البلدين
هذه مقارنة عامة ومرجعية للدولتين:
| وجه المقارنة                                              | باهاماس      | بولندا                                                                             |
| --------------------------------------------------------- | ------------ | ---------------------------------------------------------------------------------- |
| المساحة (كم2)                                             | 13.88 ألف    | 312.68 ألف                                                                         |
| عدد السكان (نسمة)                                         | 395.36 ألف   | 38.43 مليون                                                                        |
| الكثافة السكانية (ن./كم²)                                 | 28.48        | 122.91                                                                             |
| العاصمة                                                   | ناساو        | وارسو                                                                              |
| اللغة الرسمية                                             | لغة إنجليزية | اللغة البولندية                                                                    |
| العملة                                                    | دولار بهامي  | زلوتي بولندي                                                                       |
| الناتج المحلي الإجمالي (بليون دولار)                      | 12.16 مليار  | 524.51 مليار                                                                       |
| الناتج المحلي الإجمالي (تعادل القوة الشرائية) بليون دولار | 8.92 مليار   | 1.02 تريليون                                                                       |
| الناتج المحلي الإجمالي الاسمي للفرد دولار أمريكي          | 22.82 ألف    | 12.55 ألف                                                                          |
| الناتج المحلي الإجمالي للفرد دولار أمريكي                 |              | 26.14 ألف                                                                          |
| مؤشر التنمية البشرية                                      | 0.790        | 0.843                                                                              |
| رمز المكالمات الدولي                                      | +1242        | +48                                                                                |
| رمز الإنترنت                                              | .bs          | .pl                                                                                |
| المنطقة الزمنية                                           | 00           | توقيت وسط أوروبا، ت ع م+01:00، ت ع م+02:00، أوروبا/وارسو ‏، توقيت وسط أوروبا الصيفي |

## منظمات دولية مشتركة
يشترك البلدان في عضوية مجموعة من المنظمات الدولية، منها:
| علم المنظمة | اسم المنظمة                        | تاريخ انضمام باهاماس | تاريخ انضمام بولندا |
| ----------- | ---------------------------------- | -------------------- | ------------------- |
|             | مؤسسة التنمية الدولية              | 23 يونيو 2008        | 28 أكتوبر 1960      |
|             | يونسكو                             | 23 أبريل 1981        | 6 نوفمبر 1946       |
|             | وكالة ضمان الاستثمار متعدد الأطراف | 4 أكتوبر 1994        | 29 يونيو 1990       |
|             | الأمم المتحدة                      | 18 سبتمبر 1973       | 24 أكتوبر 1945      |
|             | الفريق المعني برصد الأرض           | ?                    | ?                   |
|             | الاتحاد البريدي العالمي            | ?                    | 1 مايو 1919         |
|             | البنك الدولي للإنشاء والتعمير      | 21 أغسطس 1973        | 27 يونيو 1986       |
|             | الاتحاد الدولي للاتصالات           | 19 أغسطس 1974        | 1921                |
|             | منظمة حظر الأسلحة الكيميائية       | ?                    | ?                   |
|             | مؤسسة التمويل الدولية              | 8 ديسمبر 1986        | 29 ديسمبر 1987      |
|             | منظمة الشرطة الجنائية الدولية      | ?                    | ?                   |

## وصلات خارجية
- موقع وزارة الخارجية البولندية